# ريك هوجيندورب
ريك هوجيندورب (بالإنجليزية: Rick Hoogendorp) لاعب كرة قدم هولندي من مواليد 12 يناير1975 لعب لعدة أندية أوربية منها فولفسبورغ وسلتا فيغو وأدو دين هاغ.